# Ischnocnema guentheri
Ischnocnema guentheri är en groddjursart som först beskrevs av Franz Steindachner 1864.  Ischnocnema guentheri ingår i släktet Ischnocnema och familjen Brachycephalidae. IUCN kategoriserar arten globalt som livskraftig. Inga underarter finns listade i Catalogue of Life.